# 최호 (1536년)
최호(崔湖, 1536년 ~ 1597년 음력 7월 16일)는 조선 중기의 무신으로, 청난공신(淸難功臣) 2등으로 충원군에 봉해졌다. 본관은 경주이며 신라 말기 명신 최치원의 15대 후손이다.

## 생애
1536년에 태어나, 1574년 무과에 응시해 급제를 하였고, 1576년에 다시 응시해 무과증시에 장원을 받았다. 임진왜란 중 정문부가 북관대첩에서 가토 기요마사를 무찌르던 도중 함경도 병마절도사가 되어 함경도 정리를 맡았고 1596년 이몽학의 난을 진압하였다. 1597년 음력 7월 16일 원균의 명령으로 왜군을 치기 위해 충청도 수군절도사로 이억기등과 수군을 이끌고 가다가 칠천량 해전에서 패하여 전사했다.

## 사후
이몽학의 난 평정에 세운 공로로 1604년에 청난공신(淸難功臣) 2등에 추록되고 충원군에 봉해졌다. 1615년 찬집청(撰集廳)의 주청으로 임난공신록에도 추록되었다.

## 최호가 등장하는 작품
- 《불멸의 이순신》(KBS, 2004년~2005년, 배우:석정만)

## 관련 문화재
- 최호장군 유지 (전라북도 기념물 제32호)